# Philodendron barbourii
Philodendron barbourii är en kallaväxtart som beskrevs av Thomas Bernard Croat. Philodendron barbourii ingår i släktet Philodendron och familjen kallaväxter. Inga underarter finns listade.